# Marlon Amador Pérez
Marlon Francisco Amador Pérez (Managua, 31 de diciembre de 1963) es un boxeador nicaragüense.
Marlon Amador desarrolló su carrera  deportiva  representando a su país en distintos torneos de boxeo y obtuvo dos medallas de Centro América y el Caribe. Fue una importante figura del boxeo nicaragüense, entre 1981 y 1983 llegó a ser el máximo exponente del boxeo  nicaragüense en eventos de nivel más allá de Centroamérica, y destacó por su astucia, perspicacia, rapidez de manos y técnica.  Se retiró en 1983. Es miembro del Salón de la Fama de Nicaragua.

## Biografía
Marlon Amador nació en el Barrio Monseñor Lezcano de Managua, el 31 de diciembre de 1963 en el seno de una familia humilde. Su madre, Juana Pérez, se separó de su marido y se hizo cargo de la familia cuando Marlon contaba con cuatro años de edad. Desde pequeño ayudó a su madre al mantenimiento de la economía familiar como vendedor de periódicos, agua helada y otros artículos o cuidando coches en el aparcamiento del supermercado de las Brisas y realizando toda clase de recados.
Comenzó a  acudir a la escuela y en 1976, por mediación del ex boxeador Armando Argeñal, comenzó a practicar boxeo. En 1977 se trasladó a León de la mano de Francois González quien le introdujo en la competición a nivel nacional.
En 1981 ganó la medalla de plata en el Campeonato Centroamericano y del Caribe de Boxeo que se celebró en Santo Domingo en la República Dominicana siendo la primera vez que Nicaragua obtenía una medalla en ese tipo de campeonatos. En 1982 en los XIV Juegos Centroamericanos y del Caribe realizado en La Habana (Cuba) obtiene  la plata tras quedar en segundo lugar al perder contra el cubano Rafael Sainz, en ese combate Amador participó con una lesión en la mano izquierda. 
Ganó la medalla de oro en las ediciones de 1980, 1981 y 1982 del Campeonato "Carlos Fonseca Amador" In Memoriam".
Entre 1982 y 1983 Marlon Amador Pérez Participó en Campeonatos Centroamericanos, en Campeonatos Centroamericanos y del Caribe, Juegos Centroamericanos, Juegos Centroamericanos y del Caribe y en los torneos internacionales "Paquito Espinoza" y "Córdova Cardín" de Cuba.
En 1983 decide retirarse del boxeo tras haber realizado  90 peleas de las cuales  80 fueron victorias y 10 derrotas. Se fue a trabajar a Canadá volviendo posteriormente a Nicaragua y  comienza a trabajar como entrenador de boxeo en Managua en el gimnasio ubicado cerca del Mercado "Carlos Roberto Huembes" dependiente de la alcaldía de la ciudad.

## Logros deportivos
En 1981, conquistó medalla de Plata -"la primera medalla del deporte revolucionario en Nicaragua"- en el Campeonato Centroamericano y del Caribe de Boxeo realizado en Santo Domingo, República Dominicana.
En agosto de 1982, durante los XIV Juegos Centroamericanos y del Caribe efectuados en La Habana, logró medalla de Plata al caer ante al cubano Rafael Sainz de Guantánamo, en una derrota con tintes de drama y agallas porque subió al ring con una lesión en su mano izquierda. 
En 2008 fue exaltado como miembro del Salón de la Fama de Nicaragua en la categoría de Atleta.